# Breguet Bre.5
 Breguet Bre.5 a fost un avion militar francez construit de către Fabrica de avioane Breguet. A fost folosit ca avion de vânătoare, escortă, recunoaștere (observare) și bombardament ușor în timpul  Primului Război Mondial.
Avionul Breguet Bre.5 s-a aflat în înzestrarea escadrilelor din organica Corpului Aerian din Armata României, la începutul campaniei din anul 1916 fiind în evidență un număr de 20 bucăți, alte 18 fiind primite din Franța până la sfârșitul anului 1916. : Anexa 10 :pp. 85-125

## Principii constructive
Breguet Bre.5 a fost proiectat într-o configurație biplan cu aripi cu anvergură diferită, având elice propulsivă (dispusă în spatele motorului). Motorul era de tip Canton-Unné, răcit cu aer, de 130 CP. Avionul avea ampenaje clasice, cu un stabilizator dispus în partea posterioară și o direcție. Carlinga, care conținea motorul și spațiul pentru echipaj, era plasată între aripa superioară și cea inferioară. Trenul de aterizare era clasic, cu roți simple în față și o bechie cu patină în spate. Avionul era destinat pentru misiuni de vânătoare, bombardament și recunoaștere, dar putea fi dotat și cu o mitralieră. :pp. 89-92